# گنادی سیگانکوف
گنادی سیگانکوف (روسی: Геннадий Дмитриевич Цыганков؛ ۱۶ اوت ۱۹۴۷ – ۱۶ فوریهٔ ۲۰۰۶) بازیکن هاکی روی یخ اهل اتحاد جماهیر شوروی سوسیالیستی بود.